# Campeones Cup 2021
La Campeones Cup 2021 fue la tercera edición de la Campeones Cup. En esta edición se enfrentaron el campeón de la Major League Soccer 2020: Columbus Crew y el ganador del Campeón de Campeones 2020-21 de la Liga MX: Cruz Azul.
Columbus Crew se proclamó campeón al derrotar al Cruz Azul por 2-0, siendo por primera vez de forma internacional.

## Partido

### Columbus Crew - Cruz Azul
| 29 de septiembre de 2021                              | Columbus Crew          | 2:0 (1:0) | Cruz Azul | Lower.com Field, Columbus                                 |                                                           |
|                                                       | Angulo 4' · Mensah 74' | Reporte   |           | Asistencia: 18 026 espectadores Árbitro(s): Oshane Nation | Asistencia: 18 026 espectadores Árbitro(s): Oshane Nation |
| Columbus Crew Campeón de la Campeones Cup 2021 (2:0). |                        |           |           |                                                           |                                                           |

|                                                |
| Campeón de la Campeones Cup 2021 Columbus Crew |
| 1° Título                                      |